# Бушной Євген Мойсейович
Євген Мойсейович Бушной (нар. 1910, Горлівка, Катеринославська губернія, Російська імперія — пом. ?, Горлівка, Донецька область, Україна) — український радянський футболіст, воротар.

## Життєпис
Народився 1910 року в Горлівці. У 1928 році виступав за горлівський «Металіст» і разом з командою став срібним призером чемпіонату Української РСР, поступившись лише харківському «Динамо». Бушной, за відомими даними, провів 1 матч на турнірі.
У сезоні 1938 року виступав за тбіліський «Локомотив» у групі «А» чемпіонату СРСР. «Локомотив» за підсумками турніру зайняв 24 місце з 26 команд-учасниць. Євген Бушнов зіграв у 7 матчах, в яких пропустив 16 м'ячів. У наступному сезоні 1939 року перейшов у «Стахановець» зі Сталіно, який також виступав у групі «А» чемпіонату СРСР. У цьому сезоні Євген провів 7 ігор та пропустив 13 м'ячів, а його команда зайняла 12 місце з 14-ти команд-учасниць. У Кубку провів 2 поєдинки й пропустив 3 м'ячі.
Учасник Німецько-радянської війни. 29 серпня 1941 року мобілізований до лав Червоної армії. Служив в 704 стрілецькому полку 398 стрілецької дивізії помічником командира взводу. Ходив в розвідку в село Маяки в цивільному одязі, де роздобув цінні відомості. 7 листопада 1941 року брав участь в атаці на посилену заставу противника і закидав його гранатами. У бою на хуторі Федоровський атакував дві вогневі точки й вбив двох супротивників, з них — одного офіцера. Знищив близько 14 осіб зі збройних сил нацистської Німеччини. Його звання — старший сержант. Нагороджений орденом Червоної Зірки й орденом Слави 3-го ступеня.
Після закінчення війни повернувся в команду «Стахановець». У першому післявоєнному сезоні 1945 році він провів 1 матч, в якому пропустив 2 м'ячі у Другій групі чемпіонату СРСР, а сталінці посіли 5-те місце з 18 команд-учасниць.
Помер у рідній Горлівці, дата його смерті невідома. 29 квітня 2013 року в донецькому центральному парку культури і відпочинку імені А.С. Щербакова відбулося відкриття березової Алеї пам'яті, присвяченої 32 футболістам «Стаханівця» — учасникам Німецько-радянської війни. На цьому пам'ятнику увічнено й ім'я Євгена Бушного.

## Нагороди
- Орден Червоної Зірки
- Орден Слави 3-го ступеня

## Досягнення
- Чемпіонат УРСР
  -  Срібний призер (1): 1928